# 카프 폭동

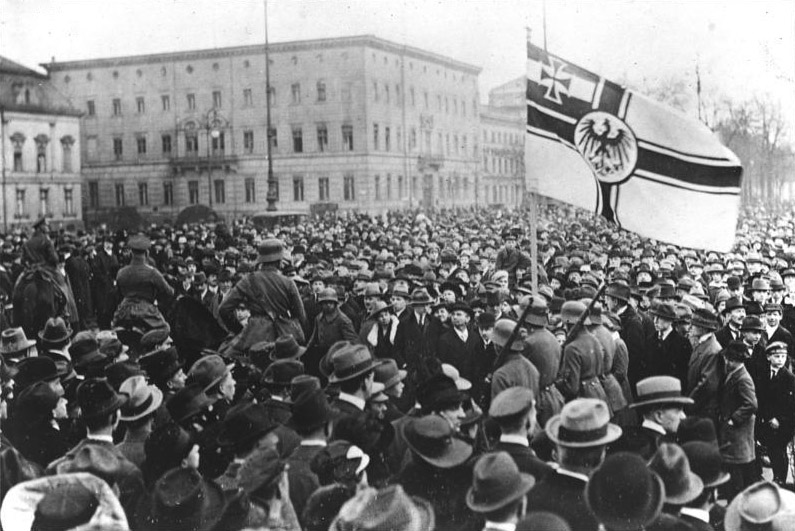
카프 폭동 당시 독일 제국 시절의 군기인 독일 제국전쟁기가 휘날리기도 했다.

카프 폭동(Kapp Putsch)은 1920년 3월 13일 바이마르 공화국을 전복시키려 한 우익 준군사조직의 쿠데타 미수이다. 주동자인 볼프강 카프, 발터 폰 뤼트비츠의 이름을 따서 카프 폭동, 카프-뤼트비츠 폭동(Kapp-Lüttwitz Putsch)이라고도 부른다.
쿠데타는 공화국의 수도 베를린에서 일어났고, 공화국 정부는 수도를 버리고 달아났다. 그러나 독일 인구 대부분이 쿠데타 주동자들에게 반대하여 총파업을 일으켜 쿠데타는 며칠만에 실패로 돌아갔다. 그러나 카프 폭동은 향후 바이마르 공화국의 미래에 중대한 영향을 미쳤다. 카프 폭동이 실패로 돌아가고 얼마 되지 않은 1920년 3월, 이번에는 좌익세력이 루르 봉기를 일으킨다.

## 같이 보기
- 뮌헨 폭동